# /var
/var — каталог в файловой системе UNIX стандарта FHS, содержащий файлы, которые подвергаются наиболее частому изменению (от англ. variable — переменный) и этот каталог имеет тенденцию к увеличению. Содержит следующие подкаталоги:
- cache — кэши различных программ
- lock — файлы блокировки для недопустимости одновременного использования одной программы несколькими пользователями
- log — файлы системных журналов
- tmp — временные файлы. Обычно при выключении компьютера содержимое очищается
- lib — информация о различных программах
- run — общая информация о состоянии системы с момента последней загрузки, входа в систему и т. д.
- spool — очередь печати, факсов, а также входящие почтовые ящики пользователей.

Также могут находиться каталоги сервера баз данных, почтового сервера (чаще всего каталог mail), веб-сервера (www чаще всего). Здесь же хранятся дампы памяти, создающиеся при аварийном завершении работы системы, информация о пакетах (при пакетной системе репозиториев программного обеспечения) и портах (если используется система портов для установки дополнительного ПО).
Так или иначе, размещение этого каталога на флэш-дисках не рекомендуется из-за большого объёма чтения-записи.